# Ноймарк (Тюрингія)
Ноймарк (нім. Neumark) — місто в Німеччині, розташоване в землі Тюрингія. Входить до складу району Ваймарер-Ланд. Складова частина об'єднання громад Нордкрайс-Ваймар.
Площа — 8,64 км2. Населення становить 486 ос. (станом на 31 грудня 2021).

## Галерея

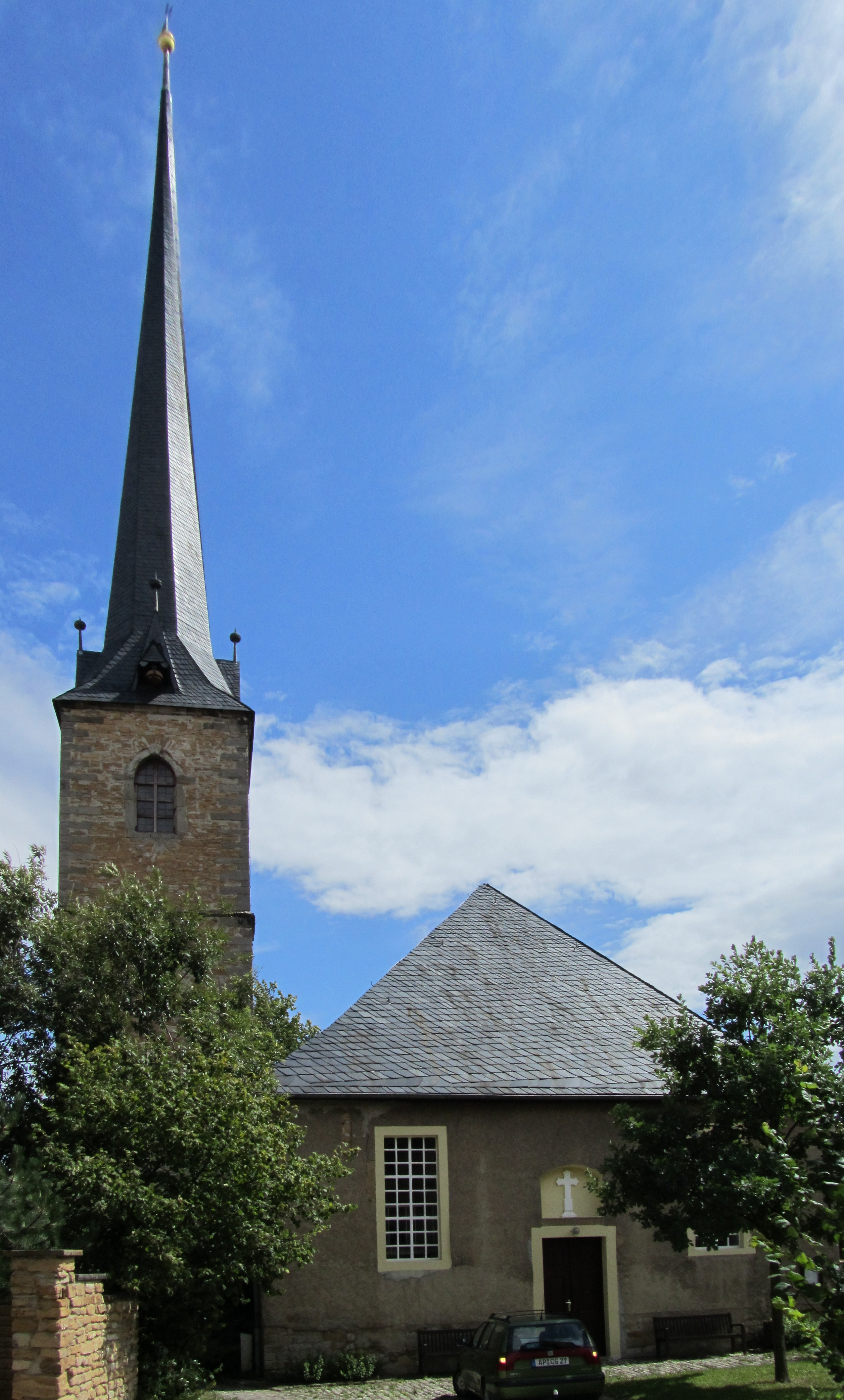